# The Crooked Way
The Crooked Way é um filme policial noir estadunidense de 1949 dirigido por Robert Florey e estrelado por John Payne, Sonny Tufts e Ellen Drew. O filme, é uma adaptação da peça de rádio No Blade Too Sharp de Robert Monroe.

## Elenco
- John Payne como Eddie Rice/Eddie Riccardi
- Sonny Tufts como Vince Alexander
- Ellen Drew como Nina Martin
- Rhys Williams como Tenente Joe Williams
- Percy Helton como Petey
- John Doucette como Sargento Barrett
- Charles Evans como Capitão Anderson (como Charlie Evans)
- Greta Granstedt como Hazel Downs
- Raymond Largay como Arthur Stacey, M.D.
- Harry Bronson como Danny
- Hal Baylor como Coke (como Hal Fieberling)
- Don Haggerty como Hood
- Jack Overman como Hood
- Crane Whitley como Doutor Kemble/Narrador
- John Harmon como Kelly
- Garry Owen como Homem no cemitério

## Recepção
Quando o filme foi lançado, o crítico do New York Times escreveu: "The Crooked Way segue o melodrama e tem ação suficiente para manter seu elenco trabalhador passando de uma situação perigosa para outra. Mas ainda há muito a explorar. A brutalidade inútil levanta sérias questões sobre a sabedoria dos cineastas em continuar a produzir tais filmes. As famílias humanas podem não ser perfeitas, mas por que submetê-las ao chamado entretenimento que só é bom para animais selvagens?".  No livro 100 Film Noirs, Jim Hillier compara e contrasta o filme com Somewhere in the Night. Hillier afirmou que Crooked Road se beneficiou de seu baixo orçamento, o que obriga os cineastas a serem mais criativos, o que o torna um filme melhor.